# Naweed Syed
El Dr. Naweed Syed es un científico canadiense, conocido por ser la primera persona en conseguir "conectar células celebrales a un chip de silicio". Syed estima que el arquetipo "Hombre-Máquina" de la ciencia ficción puede llegar a ser una realidad en unos 10–20 años, usando su microchip.
El Dr. Syed ha viajado por todo el mundo dando conferencias y charlas sobre la mente humana y la relación con su microchip. Actualmente (2015) es profesor y jefe del Departamento de Biología Celular y Anatomía de la Universidad de Calgary.